# Commonwealth Games 2014/Teilnehmer (Bahamas)
| Gelbes Symbol für Goldmedaillen mit stilisierten Olympischen Ringen | Graues Symbol für Silbermedaillen mit stilisierten Olympischen Ringen | Braundes Symbol für Bronzemedaillen mit stilisierten Olympischen Ringen |
| ------------------------------------------------------------------- | --------------------------------------------------------------------- | ----------------------------------------------------------------------- |
| —                                                                   | 2                                                                     | 1                                                                       |

Die Bahamas nahmen an den Commonwealth Games 2014 in Glasgow mit 50 Athleten in 6 Sportarten teil.

## Teilnehmer nach Sportarten

### Boxen
| Athleten          | Wettbewerb                    | 1. Runde      | 1. Runde                          | Achtelfinale   | Achtelfinale     | Viertelfinale  | Viertelfinale | Halbfinale    | Halbfinale    | Finale        | Finale        | Rang |
| Athleten          | Wettbewerb                    | Gegner        | Ergebnis                          | Gegner         | Ergebnis         | Gegner         | Ergebnis      | Gegner        | Ergebnis      | Gegner        | Ergebnis      | Rang |
| ----------------- | ----------------------------- | ------------- | --------------------------------- | -------------- | ---------------- | -------------- | ------------- | ------------- | ------------- | ------------- | ------------- | ---- |
| Männer            |                               |               |                                   |                |                  |                |               |               |               |               |               |      |
| Rashield Williams | Leichtweltergewicht bis 64 kg | freilos       | freilos                           | Leroy Hindley  | Technischer K.O. | ausgeschieden  | ausgeschieden | ausgeschieden | ausgeschieden | ausgeschieden | ausgeschieden |      |
| Carl Heild        | Weltergewicht bis 69 kg       | Mbachi Kaonga | Technischer K.O. wegen Verletzung | Custio Clayton | 81:90            | ausgeschieden  | ausgeschieden | ausgeschieden | ausgeschieden | ausgeschieden | ausgeschieden |      |
| Godfrey Strachan  | Mittelgewicht bis 75 kg       | freilos       | freilos                           | Aaron Prince   | 80:90            | ausgeschieden  | ausgeschieden | ausgeschieden | ausgeschieden | ausgeschieden | ausgeschieden |      |
| Kieshno Mayor     | Superschwergewicht über 91 kg | -             | -                                 | freilos        | freilos          | Joseph Goodall | 78:90         | ausgeschieden | ausgeschieden | ausgeschieden | ausgeschieden |      |

### Judo
| Athleten           | Wettbewerb       | 1. Runde Round of 32 | 1. Runde Round of 32 | Achtelfinale Round of 16 | Achtelfinale Round of 16 | Viertelfinale Quarter Final | Viertelfinale Quarter Final | Hoffnungsrunde Halbfinale Repechage | Hoffnungsrunde Halbfinale Repechage | Halbfinale    | Halbfinale    | Hoffnungsrunde Finale Bronze Medal | Hoffnungsrunde Finale Bronze Medal | Finale        | Finale        | Rang |
| Athleten           | Wettbewerb       | Gegner               | Ergebnis             | Gegner                   | Ergebnis                 | Gegner                      | Ergebnis                    | Gegner                              | Ergebnis                            | Gegner        | Ergebnis      | Gegner                             | Ergebnis                           | Gegner        | Ergebnis      | Rang |
| ------------------ | ---------------- | -------------------- | -------------------- | ------------------------ | ------------------------ | --------------------------- | --------------------------- | ----------------------------------- | ----------------------------------- | ------------- | ------------- | ---------------------------------- | ---------------------------------- | ------------- | ------------- | ---- |
| Frauen             |                  |                      |                      |                          |                          |                             |                             |                                     |                                     |               |               |                                    |                                    |               |               |      |
| Cynthia Rahming    | Klasse bis 57 kg | –                    | –                    | Kirsty Powell            | 000 – 100                | ausgeschieden               | ausgeschieden               | ausgeschieden                       | ausgeschieden                       | ausgeschieden | ausgeschieden | ausgeschieden                      | ausgeschieden                      | ausgeschieden | ausgeschieden |      |
| Männer             |                  |                      |                      |                          |                          |                             |                             |                                     |                                     |               |               |                                    |                                    |               |               |      |
| D’arcy Rahming Jr. | Klasse bis 66 kg | Joe Mahit            | 000 – 101            | ausgeschieden            | ausgeschieden            | ausgeschieden               | ausgeschieden               | ausgeschieden                       | ausgeschieden                       | ausgeschieden | ausgeschieden | ausgeschieden                      | ausgeschieden                      | ausgeschieden | ausgeschieden |      |

### Leichtathletik
Laufen und Gehen 
| Athleten | Wettbewerb        | Runde 1     | Runde 1 | Halbfinale    | Halbfinale    | Finale          | Finale          | Rang            |
| Athleten | Wettbewerb        | Zeit        | Rang    | Zeit          | Rang          | Zeit            | Rang            | Rang            |
| --- | ----------------- | ----------- | ------- | ------------- | ------------- | --------------- | --------------- | --------------- |
| Frauen |                   |             |         |               |               |                 |                 |                 |
| Cache Armbrister                                                                                                | 100 m             | 11,83 s     | 5       | ausgeschieden | ausgeschieden | ausgeschieden   | ausgeschieden   | 25              |
| Sheniqua Ferguson                                                                                               | 100 m             | 11,60 s     | 2       | 11,52 s       | 4             | ausgeschieden   | ausgeschieden   | 12              |
| Nivea Smith | 200 m             | 23,48 s     | 3       | 23,22 s       | 5             | ausgeschieden   | ausgeschieden   | 8               |
| Lanece Clarke                                                                                                   | 400 m             | 55,24 s     | 4       | ausgeschieden | ausgeschieden | ausgeschieden   | ausgeschieden   | 29              |
| Shaunae Miller                                                                                                  | 400 m             | 52,34 s     | 2       | 51,58 s       | 2             | 53,08 s         | 6               | 6               |
| Teshon Adderley                                                                                                 | 800 m             | 2:08,24 min | 6       | ausgeschieden | ausgeschieden | ausgeschieden   | ausgeschieden   | 22              |
| Krystal Bodie                                                                                                   | 100 m Hürden      | 13,71 s     | 6       | -             | -             | ausgeschieden   | ausgeschieden   | 16              |
| Demeteria Edgecomb                                                                                              | 100 m Hürden      | 14,04 s     | 6       | -             | -             | ausgeschieden   | ausgeschieden   | 17              |
| Katrina Seymour                                                                                                 | 400 m Hürden      | 1:01,34 min | 6       | -             | -             | ausgeschieden   | ausgeschieden   | 19              |
| Sheniqua Ferguson Nivea Smith Cache Armbrister Katrina Seymour Shaunae Miller (Vorlauf) Krystal Bodie (Vorlauf) | 4 × 100-m-Staffel | 44,50 s     | 4       | -             | -             | 44,25 s         | 6               | 6               |
| Christine Amertil Miriam Byfield Lanece Clark Shaunae Miller Shakeitha Henfield (Vorlauf)                       | 4 × 400-m-Staffel | 3:31,91 min | 4       | -             | -             | 3:34,86 min     | 7               | 7               |
| Männer |                   |             |         |               |               |                 |                 |                 |
| Warren Fraser                                                                                                   | 100 m             | 10,31 s     | 2       | 10,21 s       | 1             | 10,20 s         | 7               | 7               |
| Adrian Griffith                                                                                                 | 100 m             | 10,46 s     | 3       | ausgeschieden | ausgeschieden | ausgeschieden   | ausgeschieden   | 25              |
| Shavez Hart | 100 m             | 10,32 s     | 2       | 10,29 s       | 7             | ausgeschieden   | ausgeschieden   | 17              |
| Michael Mathieu                                                                                                 | 200 m             | 20,55 s     | 1       | 20,68 s       | 4             | ausgeschieden   | ausgeschieden   | 12              |
| Teray Smith | 200 m             | 20,91 s     | 2       | 21,13 s       | 7             | ausgeschieden   | ausgeschieden   | 20              |
| Chris Brown | 400 m             | 46,30 s     | 1       | 45,55 s       | 3             | nicht gestartet | nicht gestartet | nicht gestartet |
| LaToy Williams                                                                                                  | 400 m             | 46,07 s     | 1       | 45,44 s       | 2             | 45,63 s         | 5               | 5               |
| Dennis Bain | 110 m Hürden      | 14,21 s     | 7       | -             | -             | ausgeschieden   | ausgeschieden   | 18              |
| Jeffery Gibson                                                                                                  | 400 m Hürden      | 49,66 s     | 2       | -             | -             | 48,78 s         | 3               | Bronze          |
| Adrian Griffith Warren Fraser Shavez Hart Teray Smith                                                           | 4 × 100-m-Staffel | 38,52 s     | 3       | -             | -             | 39,16 s         | 5               | 5               |
| Alonzo Russell Michael Mathieu Chris Brown LaToy Williams Andretti Bain (Vorlauf)                               | 4 × 400-m-Staffel | 3:03,71 min | 1       | -             | -             | 3:00,51 min     | 2               | Silber          |

 Springen und Werfen 
| Athleten             | Wettbewerb | Qualifikation | Qualifikation | Finale        | Finale        | Rang |
| Athleten             | Wettbewerb | Weite/Höhe    | Rang          | Weite/Höhe    | Rang          | Rang |
| -------------------- | ---------- | ------------- | ------------- | ------------- | ------------- | ---- |
| Frauen               |            |               |               |               |               |      |
| Tamara Myers         | Weitsprung | 6,14 m        | 7             | ausgeschieden | ausgeschieden | 17   |
| Bianca Stuart        | Weitsprung | 6,67 m        | 1             | 6,31 m        | 8             | 8    |
| Tamara Myers         | Dreisprung | 12,87 m       | 7             | ausgeschieden | ausgeschieden | 13   |
| Männer               |            |               |               |               |               |      |
| Raymond Higgs        | Weitsprung | 7,61 m        | 7             | ausgeschieden | ausgeschieden | 13   |
| Leevan Sands         | Weitsprung | 7,48 m        | 8             | ausgeschieden | ausgeschieden | 15   |
| Lathone Collie-Minns | Dreisprung | 15,03 m       | 9             | ausgeschieden | ausgeschieden | 17   |
| Lamar Delaney        | Dreisprung | 15,43 m       | 8             | ausgeschieden | ausgeschieden | 15   |
| Ryan Ingraham        | Hochsprung | 2,20 m        | 1             | 2,21 m        | 9             | 9    |
| Donald Thomas        | Hochsprung | 2,20 m        | 5             | 2,21 m        | 9             | 9    |
| Jamaal Wilson        | Hochsprung | 2,11 m        | 6             | ausgeschieden | ausgeschieden | 14   |

### Radsport

#### Straße
| Athleten          | Wettbewerb       | Zeit          | Rang          |
| ----------------- | ---------------- | ------------- | ------------- |
| Männer            |                  |               |               |
| Chad Albury       | Einzelzeitfahren | 1:02:42,43 h  | 50            |
| Jay Major         | Einzelzeitfahren | 1:06:21,32 h  | 55            |
| Chad Albury       | Straßenrennen    | nicht beendet | nicht beendet |
| Anthony Colebrook | Straßenrennen    | nicht beendet | nicht beendet |
| Roy Colebrook Jr. | Straßenrennen    | nicht beendet | nicht beendet |
| Jay Mayor         | Straßenrennen    | nicht beendet | nicht beendet |
| Deangelo Sturrup  | Straßenrennen    | nicht beendet | nicht beendet |

### Ringen
| Athleten        | Wettbewerb       | Achtelfinale | Achtelfinale | Viertelfinale | Viertelfinale | Halbfinale    | Halbfinale    | Hoffnungsrunde Halbfinale | Hoffnungsrunde Halbfinale | Hoffnungsrunde Finale | Hoffnungsrunde Finale | Finale        | Finale        | Rang |
| Athleten        | Wettbewerb       | Gegner       | Ergebnis     | Gegner        | Ergebnis      | Gegner        | Ergebnis      | Gegner                    | Ergebnis                  | Gegner                | Ergebnis              | Gegner        | Ergebnis      | Rang |
| --------------- | ---------------- | ------------ | ------------ | ------------- | ------------- | ------------- | ------------- | ------------------------- | ------------------------- | --------------------- | --------------------- | ------------- | ------------- | ---- |
| Freistil Männer |                  |              |              |               |               |               |               |                           |                           |                       |                       |               |               |      |
| Rashji Mackey   | Klasse bis 74 kg | Gerald Meyer | 0:4          | ausgeschieden | ausgeschieden | ausgeschieden | ausgeschieden | ausgeschieden             | ausgeschieden             | ausgeschieden         | ausgeschieden         | ausgeschieden | ausgeschieden |      |

### Schwimmen
| Athleten                   | Wettbewerb         | Vorlauf     | Vorlauf | Halbfinale    | Halbfinale    | Finale        | Finale        | Rang   |
| Athleten                   | Wettbewerb         | Zeit        | Rang    | Zeit          | Rang          | Zeit          | Rang          | Rang   |
| -------------------------- | ------------------ | ----------- | ------- | ------------- | ------------- | ------------- | ------------- | ------ |
| Frauen                     |                    |             |         |               |               |               |               |        |
| Arianna Vanderpool-Wallace | 50 m Freistil      | 24,61 s     | 2       | 24,42 s       | 2             | 24,34 s       | 4             | 4      |
| Ariel Weech                | 50 m Freistil      | 25,93 s     | 5       | 25,72 s       | 6             | ausgeschieden | ausgeschieden | 12     |
| Arianna Vanderpool-Wallace | 100 m Freistil     | 54,90 s     | 2       | 54,41 s       | 3             | 54,37 s       | 5             | 5      |
| Ariel Weech                | 100 m Freistil     | 56,50 s     | 5       | 56,58 s       | 7             | ausgeschieden | ausgeschieden | 15     |
| Joanna Evans               | 200 m Freistil     | 2:04,19 min | 6       | -             | -             | ausgeschieden | ausgeschieden | 19     |
| Joanna Evans               | 400 m Freistil     | 4:17,81 min | 2       | -             | -             | ausgeschieden | ausgeschieden | 16     |
| Joanna Evans               | 800 m Freistil     | 8:41,39 min | 7       | -             | -             | ausgeschieden | ausgeschieden | 12     |
| Arianna Vanderpool-Wallace | 50 m Schmetterling | 26,44 s     | 3       | 25,90 s       | 2             | 25,53 s       | 2             | Silber |
| Männer                     |                    |             |         |               |               |               |               |        |
| Dustin Tynes               | 50 m Brust         | 29,08 s     | 5       | 29,53 s       | 8             | ausgeschieden | ausgeschieden | 15     |
| Dustin Tynes               | 100 m Brust        | 1:04,42 min | 5       | 1:03,39 min   | 7             | ausgeschieden | ausgeschieden | 13     |
| Dustin Tynes               | 200 m Brust        | 2:22,90 min | 6       | -             | -             | ausgeschieden | ausgeschieden | 15     |
| Elvis Burrows              | 50 m Freistil      | 23,24 s     | 5       | ausgeschieden | ausgeschieden | ausgeschieden | ausgeschieden | 17     |
| Elvis Burrows              | 50 m Schmetterling | 24,83 s     | 5       | 24,74 min     | 8             | ausgeschieden | ausgeschieden | 14     |